# 弗里斯堡 (新澤西州)
弗里斯堡（英語：Friesburg）是位於美國新澤西州塞勒姆縣的非建制地區。

## 歷史
弗里斯堡的郵局於1891年設立，其後於1903年停運。

## 地理
弗里斯堡所處的海拔為高於海平面33米（即108英呎），而該地所採用的時區為UTC-5，即北美东部时区（EST）。同時該地設有夏令時間，為UTC-5調快一小時，即UTC-4（EDT）。